# Argyractis niphoplagialis
Argyractis niphoplagialis là một loài bướm đêm trong họ Crambidae.